# Der Morgen stirbt nie (Computerspiel)
Der Morgen stirbt nie (Tomorrow Never Dies) ist ein Videospiel, welches auf dem James-Bond-Film Der Morgen stirbt nie basiert.

## Handlung
Das Spiel orientiert sich bis auf wenige Level und Details an der Handlung des Films. Zwei zusätzliche Level (Schweiz und Japan) wurden hinzugefügt.

## Missionen
James Bond soll wie im Film einen Waffenmarkt für Terroristen ausschalten. Er beginnt am Rande des Geschehens und muss eine Radarschüssel zur Bombardierung markieren sowie Waffen fotografieren und mit dem Jet fliehen. Dann soll er Carvers Zentrale in Hamburg ausspionieren und aus dessen Gefangenschaft entfliehen. Dann muss man Paris aus dem Hotel retten und in der Schweiz einen Waffenkonvoi mit dem BMW 750i zerstören. In Asien infiltriert man dann Carvers Medien-Tower und muss in der Rolle von Wai-Lin sich durch die Gassen von Saigon schlagen. Zwischendurch schaltet man den in der Pre-Title-Sequenz des Films erwähnten japanischen Terroristen aus. Der Showdown findet auf Carvers Stealth-Schiff statt, auf dem man Carver und seinen Handlanger Stamper ausschalten muss.

## Technik
Das Spiel wird in Third-Person-Manier gespielt. Die Gegner lösen sich nachdem sie getroffen wurden auf und es gibt manchmal sogar einen Hauptgegner wie Dr. Kaufmann im Hotel. Die Spielfigur kann mehrere Treffer aushalten. Ein Lebensbalken oben links in der Ecke zeigt den Gesundheitszustand der Figur an. Das Spiel besteht nicht nur aus sinnlosen Feuergefechten. Um an manches Ziel zu kommen, muss Bond einiges an Equipment finden und einsetzen. Manches hat er schon dabei und muss es dementsprechend auswählen. Die Gesundheit kann mittels Medipacks aufgefrischt werden. Die Figur zeigt dies auch anhand seiner Haltung an, inwieweit sie verletzt ist.
Als Bonus für beendete Level bekommt man Videoeinspielungen, die man im Hauptmenu unter Optionen ansehen kann. Die Zwischensequenzen bestehen aus Originalfilmmaterial. Nach der Pre-Titlesequenz z. B. wird die Original Title-Sequenz mit veränderten Stabangaben sowie Sheryl Crows Lied gespielt.
Das Spiel besteht aus Lauf-, Fahr- und Skisimulation.

## Rezeption
Das Spiel sei bei Gameplay und Missionsstruktur sehr nahe an GoldenEye 007. Das ähnliche Setting sei jedoch auch dem Filmvorbild geschuldet. Die Computergegner reagieren flott auf den Spieler und eröffnen schnell das Feuer. Schon ab dem dritten Level sind ein dezentes Vorgehen mit typischen Taktiken von James Bond nicht mehr nötig. Ein Durchstürmen ist effizienter und kürzer. Zudem wird es durch Respawnen der Gegner auch erzwungen. Die Kamera sei unruhig, oftmals erfolge der Wechsel zwischen Ego-Perspektive und Third-Person zu unpassendsen Momenten. Die begrenzte Sichtweite und Reichweite der Kollisionsabfrage behindere die Verwendung des Scharfschützengewehrs. Dadurch, dass nicht manuell nachgeladen werden kann, wird das Spiel teils hektisch. Auffällig seien Clippingfehler und grobe Texturen. Die Umsetzung sei ansonsten stimmungsvoll. Die zehn Missionen seien abwechslungsreich, durchdacht und voller Action. Das Spiel sei vom Schwierigkeitsgrad eher zu leicht und auch zu kurz. Die ersten Abschnitte seien gut optimiert, in späteren Levels breche die Bildfrequenz regelmäßig ein.